# Північно-Донський округ
Північно-Донський округ — адміністративно-територіальна одиниця у складі Азово-Чорноморського краю, що існувала в 1934—1937 роках.
5 липня 1934 року Президія ВЦВК ухвалив «Північну область Азово-Чорноморського краю перетворити на Північно-Донський округ того ж краю».
Центр округу — місто Міллерово.
Північно-Донський округ ліквідовано у 1937 році, а його райони увійшли в нову Ростовську область.

## Склад
Постановою від 27 січня 1935 року Північно-Донський Окружний Виконавчий Комітет Азово-Чорноморського краю затвердив остаточну мережу з 26 районів округу:
- Алексієво-Лозовський, центр — слобода Алексієво-Лозовська.
- Базковський, центр — хутір Базки.
- Білокалитвенський, центр — станиця Усть-Білокалитвенська
- Боковський, центр — станиця Боковська.
- Верхньо-Донський, центр — станиця Казанська.
- Вешенський, центр — станиця Вешенська.
- Волошинський, центр — слобода Волошине.
- Глибокинський, центр — селище Глибока.
- Звєревський, центр — селище Звєрево.
- Кам'янський, центр — місто Кам'янськ-Шахтинський
- Кашарський, центр — слобода Кашари.
- Київський , центр — село Усть-Мечетка.
- Колушкінський, центр — село Колушкіно.
- Криворозький, центр — слобода Криворож'є.
- Литвиновський, центр — село Кононово.
- Малчевський, центр — слобода Мальчевська.
- Мигулинський, центр — станиця Мигулинська.
- Мілютинський, центр — станиця Мілютинська.
- Морозовський, центр — станиця Морозовська.
- Облівський, центр — станиця Облівська.
- Селівановський, центр — станиця Селівановська.
- Скосирський, центр — слобода Скосирська.
- Тарасовський, центр — слобода Тарасовка.
- Тацинський, центр — станиця Тацинська.
- Чернишевський, центр — станиця Чернишевська.
- Чортківський, центр — станиця Чертково.